# Бог меня зафрендил
«Бог меня зафрендил» (англ. God Friended Me) — американский телесериал, премьера которого состоялась 30 сентября 2018 года на телеканале CBS. 29 января 2019 года канал CBS продлил телесериал на второй сезон. 14 апреля 2020 года стало известно о том что канал CBS закрыл телесериал после двух сезонов.

## Сюжет
В сериале рассказывается о жизни Майлса Файнера, откровенного атеиста и подкастера, к которому отправил запрос на добавление в друзья в Facebook аккаунт с именем «Бог». Аккаунт «Бога» предлагает новых друзей Майлсу, людям в его родном городе Нью-Йорке, которым потребуется помощь. Изначально Майлс решает следовать этим советам, чтобы помочь людям. Во время его второго такого запроса он встречает и оказывает поддержку Каре Блум, журналистке. Его первым запросом в друзья от бога был врач, который потерял пациента, а также был на грани потери своей девушки. Вместе с Карой Блум и его лучшим другом хакером Ракешем, Майлс также пытается выяснить, кто стоит за учетной записью «Бог». Атеистические взгляды Майлса иногда вызывают разногласия с его отцом, который является пастором епископальной церкви в Гарлеме.

## Использование Facebook
«Бог меня зафрендил» часто использует Facebook как повествовательное устройство. Слово «зафрендил» в названии сериала относится к действию подружиться с кем-то в социальных сетях, предоставляя этому человеку особые привилегии. Например, в Facebook друзья могут просматривать и публиковать сообщения на своей временной шкале. В «Бог меня зафрендил» это позволяет Богу связываться с Майлсом, тем самым давать ему различного рода подсказки. Хотя большая часть доходов Facebook поступает от рекламы, создатель сериала Стивен Лилиен сообщил, что их переговоры с Facebook были ограничены обсуждением «как много мы можем изобразить».

## Актёры и персонажи

### В главных ролях
- Брэндон Майкл Холл[1] — В роли Майлса Файнера, скептического атеиста, который ведёт подкаст о своём атеизме. Жизнь Майлса находится в хаосе, когда он зафрендился с Богом на Facebook, который затем посылает ему предложения друзей. Предложения отправляют Майлса в путешествие, чтобы изменить жизни людей в положительную сторону.
- Виолетт Бин[1] — В роли Кары Блум, журналистки, которую однажды аккаунт бога предложил Майлсу в друзья. Позже Кара подружилась с Майлсом и его другом Ракешем Сехгалом.
- Сурадж Шарма[1] — В роли Ракеша Сехгала, лучшего друга Майлса. Ракеш вместе с Майлсом работают в одной компании, но практически никто не знает, что Ракеш является хакером, способным обойти почти всё.
- Джависия Лесли[1] — В роли Али Файнер, сестры Майлса. Али работает барменом в баре, она также помогает Майлсу наладить отношения с отцом. Даёт советы Майлсу, когда это необходимо. Али является лесбиянкой в сериале.
- Джо Мортон[1] — В роли Преподобного Артура Файнера, отца Майлса и Али.

## Обзор сезонов
| Сезон | Сезон | Эпизоды | Дата показа      | Дата показа    | Рейтинг Нильсона | Рейтинг Нильсона       |
| Сезон | Сезон | Эпизоды | Премьера         | Финал          | Ранк             | Зрители США (миллионы) |
| ----- | ----- | ------- | ---------------- | -------------- | ---------------- | ---------------------- |
|       | 1     | 20      | 30 сентября 2018 | 14 апреля 2019 | 30               | 9,62                   |
|       | 2     | 22      | 29 сентября 2019 | 26 апреля 2020 | 43               | 7.62                   |

## Список эпизодов

### Сезон 1 (2018—2019)
| № | Название                                                                       | Режиссёр        | Автор сценария                                    | Дата премьеры    | Произв. код | Зрители в США (млн) |
| --- | ------------------------------------------------------------------------------ | --------------- | ------------------------------------------------- | ---------------- | ----------- | ------------------- |
| 1 | «Pilot» «Пилот»                                                                | Маркос Сига     | Брайан Винбрандт & Стивен Лилиен                  | 30 сентября 2018 | 101         | 10,14               |
| Майлз Файнер, убежденный атеист-радиоведущий, получает запрос дружбы в Facebook от самого Господа. С этого момента Майлз становится невольным агентом перемен в жизни и судьбах окружающих. |                                                                                |                 |                                                   |                  |             |                     |
| 2 | «The Good Samaritan» «Добрый самаритянин»                                      | Маркос Сига     | Брайан Винбрандт & Стивен Лилиен                  | 7 октября 2018   | 102         | 8.37                |
| Майлз получает возможность всей жизни, когда спутниковая радиокомпания хочет поставить свой подкаст в эфир, и учетная запись Бога предлагает ему подружиться с матерью-одиночкой. Кроме того, Кара пытается построить отношения со своей отчужденной мамой, и Ракеш раздавлен, когда он замечает Джаю на свидании |                                                                                |                 |                                                   |                  |             |                     |
| 3 | «Heavenly Taco Truck» «Небесный грузовик Taco»                                 | Кеннет Финк     | Роберт Халл                                       | 14 октября 2018  | 103         | 7.90                |
| у Майлза крадут кошелек возле фургона с едой, а аккаунт Бога тут же предлагает ему подружиться с частным детективом в социальной сети. Файнер решает помочь сыщику отыскать вора. |                                                                                |                 |                                                   |                  |             |                     |
| 4 | «Error Code 1.61» «Код ошибки 1.61»                                            | Маркос Сига     | Эллисон Мур                                       | 21 октября 2018  | 104         | 8.86                |
| Предложения от божьего аккаунта приводят Майлза и Кару в Планетарий, где они встречаются с молодой женщиной по имени Флисс, которая разыскивает своего бывшего парня. Тем временем Ракеш и Джайя заглядывают в путеводитель по планетарию, который, по мнению Ракеша, может быть как-то связан с божьей учетной записью. |                                                                                |                 |                                                   |                  |             |                     |
| 5 | «Unfriended» «Без друзей»                                                      | Эрин Фили       | Сафиа Дирие                                       | 28 октября 2018  | 105         | 6.94                |
| Господь перестает дружить с Майлзом в Facebook после того, как тот не реагирует на последнее предложение дружбы с молодой женщиной, которая имеет дело с эмоциональной травмой после смерти ее сестры. Тем временем Кара вновь воссоединяется со своим бывшим бойфрендом, Джайя огорошивает Ракеша новостями, а Артуру становится грустно, когда Майлз обращается за советом к своему дяде Терренсу вместо него.            |                                                                                |                 |                                                   |                  |             |                     |
| 6 | «A House Divided» «Разделенный дом»                                            | Луис Шоу Милито | Стивен Лилиен & Брайан Винбрандт & Роберт Хилл    | 4 ноября 2018    | 106         | 7.40                |
| Майлз отправляет дружеский совет водителю такси, который выступает против того, чтобы его дочь выходила замуж за мужчину, который исповедует другую религию. Затем Майлз отправляется в маркетинговый класс, чтобы заручиться помощью в продвижении своего подкаста. |                                                                                |                 |                                                   |                  |             |                     |
| 7 | «The Prodigal Son» «Блудный сын»                                               | Маркос Сига     | Кармен Пилар Голден                               | 11 ноября 2018   | 107         | 7.87                |
| Майлзу приходится столкнуться с неудобной правдой о своей семье, когда "божественный" аккаунт сообщает ему о дяде Терренсе. Кроме того, отец Кары отправляется к ней с визитом, и обнаруживает, что она снова общается с матерью, которая оставила их, когда Кара была ребенком. |                                                                                |                 |                                                   |                  |             |                     |
| 8 | «Matthew 621» «Мэтью 621»                                                      | Холли Дэйл      | Джессика Грэйнджер                                | 18 ноября 2018   | 108         | 7.51                |
| аккаунт Господа отправляет Майлзу профиль адвоката, который умер шесть месяцев назад, заставляя его, Кару и Ракеша, вникнуть в прошлое человека, чтобы выяснить, как именно они должны помочь. Майлз приглашает Нию на свидание. Ракеш и Люси, а также его друг-хакер продолжают искать человека, стоящего за учетной записью "Бог". Али поощряет Артура публично сыграть на своем саксофоне впервые после смерти его жены. |                                                                                |                 |                                                   |                  |             |                     |
| 9 | «King's Gambit» «Королевский гамбит»                                           | Триша Брок      | Ричард Лав                                        | 25 ноября 2018   | 109         | 8.09                |
| команда начинает работать с частным детективом Рэйем Николеттом, когда Майлз получает предложение дружбы с шахматным вундеркиндом, исчезнувшим после проигрыша важного матча 10 лет назад. |                                                                                |                 |                                                   |                  |             |                     |
| 10 | «Coney Island Cyclone» «Циклон Кони-Айленд»                                    | Маркос Сига     | Роберт Халл                                       | 9 декабря 2018   | 110         | 7.51                |
| аккаунт Бога посылает Майлзу имя одного из прихожан Артура, отца-одиночки, который недавно потерял свою жену. Сходство с их собственной потерей вновь открывает старые раны. Тем временем Ракеш и Кара выслеживают нового хакера-затворника, который, по их мнению, может стоять за аккаунтом Господа. |                                                                                |                 |                                                   |                  |             |                     |
| 11 | «17 Years» «17 лет»                                                            | Тамра Дэвис     | Брайан Винбрандт & Стивен Лилиен                  | 16 декабря 2018  | 111         | 8.53                |
| Майлз шокирован и рассержен, когда получает от аккаунта Бога имя пьяного водителя, который 17 лет назад убил его мать. Кара и Ракеш пытаются помочь Майлзу пережить худший момент его жизни, чтобы двигаться вперед. Также Майлз и Ракеш узнают новую информацию о таинственном хакере, который, по их мнению, связан с учетной записью Бога.                                                                               |                                                                                |                 |                                                   |                  |             |                     |
| 12 | «Ready Player Two» «Второму игроку приготовиться»                              | Даррен Грант    | Девэнши Патель & Лара Аццопарди                   | 6 января 2019    | 112         | 7.16                |
| Майлз обращается к отцу за помощью, когда узнает, что его последнее предложение дружбы было принято после того, как его бросили в церкви Артура в детстве. Приа рассказывает о Генри Чейзе, реальной личности хакера Фалькена, и его возможной связи с учетной записью Бога. |                                                                                |                 |                                                   |                  |             |                     |
| 13 | «Miracle On 123rd Street» «Чудо на 123 улице»                                  | Маркос Сига     | Андре Эдмондс                                     | 13 января 2019   | 113         | 8.25                |
| Майлз шокирован, когда аккаунт Бога посылает ему 76 предложений дружбы одновременно. Тем временем Али переезжает к Майлзу, пока ее квартира обрабатывается от насекомых-вредителей, а Ракеш получает неожиданные новости на работе. |                                                                                |                 |                                                   |                  |             |                     |
| 14 | «The Trouble with the Curve» «Проблема с графиком»                             | Виктор Нелли мл | Сафиа Дирие                                       | 17 февраля 2019  | 114         | 7.19                |
| Майлз воссоединяется с Кэлом, своим товарищем по бейсбольной команде в средней школе. Тем временем Артура информируют о том, что епархия посылает помощника ректора, который станет его наставником. |                                                                                |                 |                                                   |                  |             |                     |
| 15 | «Two Guys, a Girl, and a Thai Food Place» «Два парня, девушка и тайская кухня» | Маркос Сига     | Джессика Болл                                     | 3 марта 2019     | 115         | 6.86                |
| Майлз и Кара помогают молодой женщине, которая впадает в беспамятство после своего исчезновения в ночь перед свадьбой. Тем временем Ракеш встречается лицом к лицу с Саймоном Хейзом, техническим директором, который может быть связан с учетной записью Бога. Наставничество Артура с преподобным Карвером начинается с нуля.                                                                                             |                                                                                |                 |                                                   |                  |             |                     |
| 16 | «Scenes From an Italian Restaurant» «Сцены из итальянского ресторана»          | Джо Мортон      | Кармен Пилар Голден & Роберт Халл                 | 10 марта 2019    | 116         | 6.63                |
| Когда аккаунт Бога посылает Майлзу и Каре имя Софии, су шеф-повара, они решают ей помочь, когда узнают, что ее мечты об открытии собственного ресторана могут так и не состояться. Также Али и Майлз обеспокоены тем, что епархия послала преподобного Карвера вместо Артура, а Ракеш становится ближе к Саймону Хейсу. |                                                                                |                 |                                                   |                  |             |                     |
| 17 | «The Dragon Slayer» «Убийца драконов»                                          | Джеффри Шотц    | Лара Аццопарди & Стивен Лилиен & Брайан Винбрандт | 17 марта 2019    | 117         | 7.73                |
| Майлз получает предложение присоединиться к сети подкастов, которая хочет получить эксклюзивные права на историю God Account. Но когда у Кары появится шанс продвинуться по службе, расспросив Саймона Хейса о его возможной связи со God Account, она должна решить, готова ли она рискнуть большим прорывом Майлза ради своей собственной карьеры.                                                                        |                                                                                |                 |                                                   |                  |             |                     |
| 18 | «Return to Sender» «Возврат отправителю»                                       | Джо Мортон      | Лидия Теффера & Сэм Лифшутц                       | 24 марта 2019    | 118         | 7.53                |
| Когда посылка по ошибке появляется на пороге дома Майлза, его поиски ее важности приводят его к паре, оплакивающей потерю своей дочери. Кроме того, Майлз, Кара и Ракеш воссоединяются с Джоном Давом, первым другом Майлза, после того как Ракеш обнаруживает связь между Давом и Саймоном Хейсом. |                                                                                |                 |                                                   |                  |             |                     |
| 19 | «The Road To Damascus» «Дорога в Дамаск»                                       | Кира Седжвик    | Роберт Халл                                       | 31 марта 2019    | 119         | 8.16                |
| Артур присоединяется к Майлзу в дорожной поездке по штату после того, как аккаунт Бога регистрируется в закрытом летнем лагере. Кроме того, Кара принимает решение, изменяющее карьеру, Приа раскрывает Ракешу неожиданные новости, и охота за ответами на аккаунт Бога приходит в голову во время грандиозного раскрытия таинственного проекта Саймона Хейса.                                                              |                                                                                |                 |                                                   |                  |             |                     |
| 20 | «Que Sera Sera» «Что будет, то и будет»                                        | Грегори Смит    | Стивен Лилиен & Брайан Винбрандт                  | 14 апреля 2019   | 120         | 6.92                |
| Майлз, Кара и Ракеш наконец-то сталкиваются лицом к лицу с неуловимым Генри Чейзом, когда аккаунт Бога посылает Майлзу имя Саймона Хейса. |                                                                                |                 |                                                   |                  |             |                     |

### Сезон 2 (2019—2020)
| № общий | № в сезоне | Название                                       | Режиссёр     | Автор сценария                   | Дата премьеры    | Произв. код | Зрители в США (млн) |
| --- | ---------- | ---------------------------------------------- | ------------ | -------------------------------- | ---------------- | ----------- | ------------------- |
| 21 | 1          | «Joy» «Радость»                                | Виктор Нелли | Стивен Лилиен & Брайан Винбрандт | 29 сентября 2019 | T40.10201   | 7.13                |
| Майлз пытается помочь Джой выяснить, чего хочет от нее аккаунт Бога после того, как она получает свое первое предложение друга с тех пор, как получила имя Майлза. Саймон помогает Каре восстановить связь с важным человеком из ее прошлого, пока она находится в Париже. |            |                                                |              |                                  |                  |             |                     |
| 22 | 2          | «The Lady» «Леди»                              | Даррен Грант | Роберт Халл                      | 6 октября 2019   | T40.10202   | 6.41                |
| 23 | 3          | «From Paris With Love» «из Парижа с любовью»   | Маркос Сига  | Сафиа Дирие                      | 13 октября 2019  | 203         | 6.89                |
| 24 | 4          | «All Those Yesterdays» «Все эти вчерашние дни» | Келли Сайрус | Мэтт Уорд                        | 20 октября 2019  | 204         | 6.26                |
| 25 | 5          | «The Greater Good» «Великое благо»             | Маркос Сига  | Логан Слактер                    | 27 октября 2019  | 205         | 6.21                |
| 26 | 6          | «The Fighter»                                  | Рич Ньюи     | Кристи Корзек                    | 3 ноября 2019    | 206         | 6.49                |
| 27 | 7          | «Instant Karma»                                | Неизвестно   | Неизвестно                       | 10 ноября 2019   | 207         | 6.10                |
| 28 | 8          | «The Last Grenelle»                            | Неизвестно   | Неизвестно                       | 17 ноября 2019   | 208         | 7.15                |
| 29 | 9          | «Prophet & Loss»                               | Неизвестно   | Неизвестно                       | 24 ноября 2019   | 209         | 5.86                |
| 30 | 10         | «High Anxiety»                                 | Неизвестно   | Неизвестно                       | 8 декабря 2019   | 210         | 6.81                |
| 31 | 11         | «A New Hope»                                   | Неизвестно   | Неизвестно                       | 5 января 2020    | 211         | 5.38                |
| 32 | 12         | «BFF»                                          | Неизвестно   | Неизвестно                       | 12 января 2020   | 212         | 6.19                |
| 33 | 13         | «The Princess And The Hacker»                  | Неизвестно   | Неизвестно                       | 16 февраля 2020  | 213         | 5.42                |
| 34 | 14         | «Raspberry Pie»                                | Неизвестно   | Неизвестно                       | 23 февраля 2020  | 214         | 5.95                |
| 35 | 15         | «The Last Little Thing»                        | Неизвестно   | Неизвестно                       | 1 марта 2020     | 215         | 6.01                |
| 36 | 16         | «The Atheist Papers»                           | Неизвестно   | Неизвестно                       | 8 марта 2020     | 216         | 5.90                |
| 37 | 17         | «Harlem Cinema House»                          | Неизвестно   | Неизвестно                       | 15 марта 2020    | 217         | 5.97                |
| 38 | 18         | «Almost Famous»                                | Неизвестно   | Неизвестно                       | 29 марта 2020    | 218         | 6.24                |
| 39 | 19         | «The Fugitive»                                 | Неизвестно   | Неизвестно                       | 12 апреля 2020   | 219         | 5.69                |
| 40 | 20         | «Collateral Damage»                            | Неизвестно   | Неизвестно                       | 19 апреля 2020   | 220         | 5.94                |
| 41 | 21         | «Miracles»                                     | Неизвестно   | Неизвестно                       | 26 апреля 2020   | 221         | 6.31                |
| 42 | 22         | «The Mountain»                                 | Неизвестно   | Неизвестно                       | 26 апреля 2020   | 222         | 6.10                |